# EMF-Projekt
Das EMF-Projekt (die Abkürzung leitet sich von ElectroMagnetic Fields ab) ist ein internationales Projekt der Weltgesundheitsorganisation (WHO). Es soll die Auswirkungen elektrischer und magnetischer Felder (Frequenzen zwischen 0 und 300 GHz) auf die Gesundheit und die Umwelt beurteilen. Das Projekt wurde im Mai 1996 gegründet und 2005 bis zum Jahr 2007 verlängert. Hauptarbeitsmittel des Projektes ist eine Datenbank, in der wissenschaftliche Untersuchungen zum Thema gesammelt werden.